# Cantó de Breteuil (Eure)
El cantó de Breteuil és un cantó francès del departament de l'Eure, situat al districte d'Évreux. Té 14 municipis i el cap es Breteuil.

## Municipis
- Les Baux-de-Breteuil
- Bémécourt
- Breteuil
- Le Chesne
- Cintray
- Condé-sur-Iton
- Dame-Marie
- Francheville
- Guernanville
- La Guéroulde
- Saint-Denis-du-Béhélan
- Sainte-Marguerite-de-l'Autel
- Saint-Nicolas-d'Attez
- Saint-Ouen-d'Attez

## Història
| Data d'elecció                           | Identitat            | Partit        | Qualitat |
| ---------------------------------------- | -------------------- | ------------- | -------- |
| 1945-19..                                | Dr Lambert           | radical       |          |
| 19..-1962                                | Georges Schiffmacher | SFIO          |          |
| 1962-1967                                | Jean Pierre Servin   | Divers droite |          |
| 1967-1988                                | Georges Schiffmacher | PS            |          |
| 1988-2004                                | Pierre Vittori       | PS            |          |
| 2004-                                    | Gérard Chéron        | UMP           |          |
| les dades anteriors no són pas conegudes |                      |               |          |
|                                          |                      |               |          |

## Demografia
| A partir de 1990: Població sense dobles comptes |